# Втрати «Азова»
У статті описано деталі загибелі бійців «Азова» (батальйону, полку, бригади).

## Зведені дані
У ході російського вторгнення в Україну 2022 року, під час оборони Маріуполя загинуло понад 300 воїнів «Азову».

## Поіменний перелік

### 2014
- Добродомов Родіон Костянтинович, рядовий міліції, загинув 9 травня 2014.
- Грек Сергій Анатолійович з позивним «Балаган», рядовий міліції, загинув 4 серпня 2014.
- Дрьомін Андрій Сергійович з позивним «Світляк», рядовий міліції, загинув 10 серпня 2014.
- Березовий Микола Вікторович з позивним «Береза», рядовий міліції, загинув 10 серпня 2014.
- Романов Іван Валентинович з позивним «Маджахед», рядовий міліції, загинув 12 серпня 2014.
- Снітко Андрій Володимирович з позивним «Хома», рядовий міліції, загинув 20 серпня 2014. Герой України (2016, посмертно).
- Аксененко Олег Олександрович з позивним «Аксьон», молодший сержант міліції, загинув 20 серпня 2014.
- Русак Олександр Олегович з позивним «Дєрзкий», рядовий міліції, загинув 23 серпня 2014.
- Галва В'ячеслав Анатолійович з позивним «Кузьмич», рядовий міліції, інструктор з бойової підготовки, загинув 26 серпня 2014.
- Голіцин Дмитро Сергійович з позивним «Адвокат», рядовий міліції, помер 29 серпня 2014.
- Самофалов Микола Миколайович з позивним «Ядро», молодший сержант міліції, загинув 31 серпня 2014.
- Сокуренко Роман Олександрович з позивним «Сокіл», молодший сержант міліції, помер від поранень 22 вересня 2014.
- Сливка Ігор Володимирович з позивним «Тихий», лейтенант, загинув 12 грудня 2014.
- Бєлошицький Ігор Анатолійович з позивним «Белаз», лейтенант, загинув 12 грудня 2014.
- Астраков Дмитро Сергійович з позивним «В'єтнам», молодший сержант, загинув 28 грудня 2014.

### 2015
- Бас Павло Іванович з позивним «Фікс», молодший лейтенант, начальник тилової служби, загинув 7 січня 2015.
- Шьохолм Лео з позивним «Вікінг», доброволець, інструктор, загинув 8 січня 2015.
- Шульга Анатолій Васильович з позивним «Бізон», солдат, номер обслуги артилерійського розрахунку, загинув 28 січня 2015.
- Бєлофастов Геннадій Миколайович з позивним «Вальтер», солдат, номер обслуги артилерійського розрахунку, загинув 28 січня 2015.
- Криворученко Степан Гаврилович з позивним «Вуж», капітан, командир взводу, загинув 5 лютого 2015.
- Коряк Дмитро Володимирович з позивним «Брат», солдат, стрілець-зенітник, загинув 11 лютого 2015.
- Гольченко Ігор Іванович з позивним «Ернесто», солдат, кулеметник, загинув 14 лютого 2015.
- Черненко Роман Олександрович з позивним «Бенч», солдат, номер обслуги, загинув 14 лютого 2015.
- Радіонов Володимир Олександрович з позивним «Чемпіон», солдат, номер обслуги, загинув 14 лютого 2015.
- Чеботарьов Михайло Вікторович з позивним «Чавур», солдат, старший розвідник-далекомірник, загинув 15 лютого 2015.
- Грицай Антон Юрійович з позивним «Сіф», лейтенант, заступник командира артилерійського дивізіону з озброєння, загинув 15 лютого 2015.
- Кирилов В'ячеслав Юрійович з позивним «Козак», солдат, водій-номер обслуги зенітної батареї, загинув 15 лютого 2015.
- Троїцький Микола Дмитрович з позивним «Акела», солдат, кухар групи продовольчого забезпечення, загинув 15 лютого 2015.
- Кутузакій Олександр Сергійович з позивним «Кутуз», солдат, старший стрілець, загинув 15 лютого 2015.
- Амброс Сергій Сергійович з позивним «Амброс», лейтенант, лікар групи комплектування, загинув 18 лютого 2015.
- Джанелідзе Георгі з позивним «Сатана», доброволець, інструктор, загинув 18 квітня 2015.
- Дюсов Владислав Романович з позивним «Дюшес», солдат, номер обслуги зенітної батареї, загинув 31 травня 2015.
- Денисюк Денис Сергійович з позивним «Дюс», солдат, водій, загинув 10 червня 2015.
- Боєць з позивним «Ратибор», доброволець, командир взводу, помер 30 червня 2015.
- Меркулов Артем Геннадійович, загинув 4 липня 2015.
- Воробйов Сергій Миколайович з позивним «Морпєх», солдат, помер 13 липня 2015.[2]
- солдат Касьян Василь Васильович, 12 листопада 2015[3]

### 2016
- солдат Коваль Олександр Олександрович з позивним «Ант», загинув 1 січня 2016.
- Діденко Олександр Кузьмич з позивним «Кузміч», доброволець, технік-механік, помер 22 січня 2016.[4]
- солдат Бурлака Сергій Вікторович з позивним «Француз», стрілець, загинув 25 березня 2016.
- солдат Мороз Богдан Станіславович, помер 29 травня 2016.[5]
- старший солдат Нічега Микола Леонідович з позивним «Ніж», розвідник-підривник, загинув 23 жовтня 2016.

### 2018
- Луговський Юрій Анатолійович з позивним «Баррет», снайпер, загинув 9 березня 2018.
- Марк Гудзовський з позивним «Упрямий», помер 14 березня 2018[6]
- старший лейтенант Кремез Олег Михайлович, 18 серпня 2018.[7]

### 2019
- старший лейтенант Прозапас Ігор Миколайович-«Кіхот», 2 червня 2019[8]
- старший лейтенант Пругло Дмитро Миколайович, 7 червня 2019, Новолуганське
- сержант Олексюк Максим Вікторович, 7 червня 2019, Новолуганське
- молодший лейтенант Романенко Роман Сергійович, 10 серпня 2019, Світлодарськ
- молодший лейтенант Шахов Едуард Олександрович, 4 вересня 2019, Зайцеве
- Цокур Денис Андрійович, 15 вересня 2019[9]
- молодший сержант Волонтирець Дмитро Миколайович, 25 листопада 2019.
- старший солдат Філіпічев Андрій Анатолійович, 25 листопада 2019.[10]

### 2020
- солдат Стельмах Валерій Миколайович з позивним «Близнюк», помер 19 березня 2020 в результаті зупинки серця.[11]
- підполковник Крашаниця Олег Борисович з позивним «Терміт», раптово помер вранці 06 липня 2020 від серцевого нападу на базі підрозділу в с. Юр'ївка (Мангушський район) поблизу Маріуполя.[12]

### 2021
- Павлюк Олександр Миколайович, старший лейтенант. Несподівано помер 5 червня 2021 року.

### 2022
- Старший солдат Плетньов Володимир Юрійович («Жрець»). 12.09.1999. 24 лютого 2022 отримав осколкові поранення в результаті артилерійського обстрілу під час виконання бойового завдання в районі н.п. Мангуш Донецької області. 25 лютого 2022 помер у лікарні № 2 м. Маріуполь.[13][14]
- Старший сержант Ковтун Антон Миколайович («Фугас»). 4 лютого 1985. Загинув 26 лютого 2022.
- Солдат Пармьонов Валентин Костянтинович («Конон»). ОЗСП «Азов». Загинув 26 лютого 2022.
- Головний сержант Пугач Федір Григорович («Федіч»). 10 листопада 2000. Отримав поранення 26 лютого 2022, помер 27 лютого 2022 в лікарні.
- Лінський Дмитро Сергійович («Сектант»). 8 січня 1995, м. Красноград. Загинув 28 лютого 2022.

#### Березень 2022
- 2 березня 2022 - Партала Станіслав Юрійович («Метро»). 5 жовтня 1984, м. Харків. Герой України (2022, посмертно).
- 2 березня 2022 - Мирошниченко Володимир Володимирович «Страж»
- 2 березня 2022 - Матвєєв Євген Євгенович «Ярий»
- 2 березня 2022 - Савельєв Артур Юрійович («Гамп»)
- 2 березня 2022 - Сакович Володимир Олегович («Вілсон»)
- 4 березня 2022 - Чуйко Степан Степанович «Рен». 28.12.1998, с. Тисменичани (Івано-Франківська область). Командир групи швидкого реагування, «Азов».
- 4 березня 2022 - Кузьменко Олександр Олександрович «Швепс».
- 4 березня 2022 - Молчан Іван Володимирович «Скелет». с. Ревне. Старший солдат, навідник оператор 1-го батальйону оперативного призначення.
- 4 березня 2022 - Шимало Роман Олександрович «Сан»/«Grizz». 1 серпня 1994, м. Львів. Старший кулеметник 1-го батальйону оперативного призначення.
- 4 березня 2022 - Овчаренко Віталій Віталійович «Віталя».
- 4 березня 2022 - Оцел Олександр Олександрович «Мадрид».
- 4 березня 2022 - Ковальчин Олег Юрійович «Худ».[15]
- 4 березня 2022 - Чорний Євген «Пастернак» 21 рік, Кам'янське. Нагороджейий орденом «За мужність» ІІІ ступеня посмертно[16]
- 5 березня 2022 - Сікотовський Денис Ігорович «Сіка»
- 5 березня 2022 -  Глагодський Олег Васильович «Зозуля», головний сержант. Брав участь в обороні Києва. загинув у боях під Мощуном.
- 6 березня 2022 - Юнгє Жан Геннадійович «Сєвєр». м. Дніпро. Старший лейтенант, командир навчальної роти батальйону вишколу особового складу.
- 7 березня 2022 - Карась Євген Олександрович «Тахо». 26 березня 1988, Херсонська область. Командир 2 снайперського відділення снайперської групи спеціального призначення «Азова», кавалер ордена Богдана Хмельницького.
- 7 березня 2022 - Толмасов Андрій Миколайович «Танто». 12 травня 1994.
- 7 березня 2022 - Рихлов Роман Євгенович «Стольний».
- 7 березня 2022 - Дзюба Роман Олексійович «Аполлон».
- 8 березня 2022 - Савчук Михайло Михайлович «Сова». 13 вересня 1989, Костянтинівка, Донецької області. Майор, командир бойової групи розвідки.
- 8 березня 2022 - Обивзенко Максим Ігорович «Прогіб». 13 січня 1994.
- 10 березня 2022 - Король Петро Олексійович «Кіт-Кат». снайпер.
- 10 березня 2022 - Лі Олександр Анатолійович («Музикант»). снайпер.
- 10 березня 2022 - Безкоровайний Дмитро Володимирович «Зіл». Водій.
- 10 березня 2022 - Козаков Богдан Володимирович «Масс». 1 батальйон.
- Кондрахін Юрій Анатолійович «Стів». Загинув 10 березня 2022
- Мовчан Артем Володимирович «Цербер». Загинув 11 березня 2022
- Чернявський Микола Валерійович («Чірік»). 24 роки, с. Понятівка Одеської області. Молодший сержант, кулеметник. Загинув в Маріуполі від кульового поранення [17][18]
- Друзь Костянтин Володимирович («Ейс»). Головний сержант — командир 3-го відділення навчального взводу навчальної роти батальйону вишколу особового складу. Загинув 12 березня 2022 року в Маріуполі.[19]
- Трухан Віталій Геннадійович («Біцуха»). 8 вересня 1994, м. Чернігів. Загинув в бою 12 березня 2022[20]
- Вишневий Мирослав Миколайович («Джіксер»). 24 роки, м. Іллінці Вінницької області. Загинув 12 березня 2022 в Маріуполі. Молодший брат Богдан Вишневий також загинув у бою за Україну 12 серпня 2022 року.[21]
- 12 березня — сержант Бондарєв Артем Юрійович
- Лісняк Владислав Юрійович («Ітачі»). Загинув 13 березня 2022
- Регеда Дмитро Володимирович. Мінометник 1 батальйону. Загинув 13 березня 2022
- Щокін Іван Андрійович Мінометник 1 батальйон. Загинув 13 березня 2022
- Данилов Максим Володимирович («Даня»). Загинув 14 березня 2022
- Горбач Віталій Борисович «Кратос». 18 жовтня 1985, м. Мена, Старший солдат, старший кулеметник 2-го відділення розвідки 1-го батальйону. Чернігівська область. Загинув 15 березня 2022[22][23]
- Клименко Микола Олегович «Пересвіт». Загинув 15 березня 2022
- Краснобриж Ігор Віталійович («Козацький»). 15 березня 1995, м. Маріуполь. Загинув 16 березня 2022
- Колмиков Роман Юрійович («Вахр»). 18 вересня 2001, м. Вінниця. Загинув 16 березня 2022.
- «Бригадир». Загинув 16 березня 2022.
- Ворошилін Олександр Миколайович. Головний сержант. Загинув 18 березня 2022
- Старший лейтенант Чупрін Михайло Русланович («Чуп»). 19 квітня 1990, м. Хрустальний.Свій останній бій вів 19 березня 2022 разом з навідником танку сержантом Русланом Живолупом у танку, який був уже підбитий і не міг рухатись. Проте вони використали бойову машину, як нерухому вогневу точку. Зрештою рашистам вдалося влучити у «азовський» Т-64 та вбити двох безстрашних воїнів-танкістів. Герой України (2022, посмертно)[24]
- Сержант Живолуп Руслан Анатолійович («Прес»). Загинув з «Чупом» 19 березня 2022.
- Іонов Юрій Олексійович («Таксист»). 30 серпня 1988, м. Луганськ. Старший солдат, старший кулеметник. Загинув 19 березня 2022[25]
- Молодший лейтенант Якушко Станіслав Олександрович. 7.03.1979, загинув 19 березня 2022
- Капітан (посмертно) Грицаєнко Віталій Миколайович («Гоголь»). 3.08.1990, Полтава, заступник командира ОЗСП з бойової та спеціальної підготовки. Загинув 19 березня 2022. Герой України (2022, посмертно)[26]
- Красовський Віталій Геннадійович («Крос»). 1994, старший солдат. Загинув 20 березня 2022.
- Дудінов Денис Олександрович («Фантом»). Загинув 20 березня 2022.
- Гипик Ярослав Євгенович («Мар»). Загинув 20 березня 2022.
- Бодячук Василь Ярославович («Фалькор»). Загинув 20 березня 2022.
- Коробка Антон Володимирович «Балто». 1996, Кременчук. Загинув 20 березня 2022.
- Лебедик Євгеній Сергійович «Лебідь». Загинув 20 березня 2022.
- Лемпіцький Руслан Андрійович «Кутузов». Загинув 20 березня 2022.
- Чернявський Олексій Едуардович («Мирний»). Сержант. Загинув 20 березня 2022 від авіаудару. Тіло не вдалося знайти [27]
- Беліменко Костянтин Дмитрович («Іслам»). 6 серпня 1994, Пісочин. Сержант. Загинув у ближньому бою під час штурму однієї з позицій під час боїв за Маріуполь 20 березня 2022 року разом з побратимом Євгеном «Малим» Єщенко.[28][29]
- Михайлишин Ігор Миколайович («Дерек»). 20 лютого 1995, м. Львів. Молодший сержант. Під час оборони Маріуполя тримав позицію в приватному секторі і відбивав її від кадировців з різної зброї. Загинув 20 березня 2022.
- Єщенко Євгеній Федорович («Малий»). 9 жовтня 1994, Миколаїв. Молодший сержант. Загинув разом з «Ісламом» в ближньому бою 20 березня 2022.[28]
- Тлустов Володимир Борисович «Куб». ЗЗагинув 20 березня 2022.
- Пелехатий Віктор Миколайович. «Дизель». 2 батальйон. Загинув 21 березня 2022
- Діденко Віталій Ігорович («Чечель»). Загинув 22 березня 2022
- Коцуконь Олександр Олександрович («Арс»). Загинув 22 березня 2022
- Сафронов Олександр Володимирович. Загинув 22 березня 2022
- Біркун Єгор Олександрович («Бір»). 9 серпня 1997, м. Кривий Ріг. 22 березня 2022 року, отримав пранення в ноги при спробі прийти на допомогу побратиму Легенді. Витік, не маючи змоги накласти турнікет[30]
- Харьков Андрій Олександрович «Сокира». Старший лейтенант, начальник оперативного відділу «Азова». Загинув 23 березня 2022
- Литвиненко Владислав Володимирович («Вектор»). Загинув 23 березня 2022
- Линдюк Ігор Васильович («Єгерь»). Загинув 23 березня 2022
- Кобенко Олексій Сергійович. Загинув 23 березня 2022
- Комар Денис Анатолійович «Френк». 17 січня 1997, м. Кривий Ріг. 23 березня 2022, під час виконання бойового завдання загинув від кулі снайпера поблизу Маріуполя.[31]
- Велічко Роман Іванович («Травень»).
- Бондаренко Володимир Анатолійович («Ловер»). 28 вересня 1993, Краснопавлівка, Лозівського району Харківської області. Пропав безвісти 24 березня 2022.
- Черкез Євген Євгенович («Жекан»). 27 років, м. Маріуполь. Загинув 24 березня 2022 при відході з позиції. Відходив останнім, щоб прикрити побратимів[32]
- Капітан Москаленко Валерій Валерійович. 4 січня 1994, м. Полтава. Загинув 24 березня 2022
- Василенко Михайло Володимирович («Миня»). Загинув 24 березня 2022.
- Самофалов Дмитро «Протеїн». 29 років[33]
- Кагал Максим Володимирович («Пістон»). 1 грудня 1991, м. Кременчук. Загинув 25 березня 2022. Герой України (2022, посмертно).
- Шевцов Владислав Петрович. Загинув 25 березня 2022.
- Олійник Віталій Іванович («Оскар»). Загинув 25 березня 2022.
- Литвинов Максим Юрійович («Колобок»). Майор. Загинув 25 березня 2022.
- Павлов Ігор ("Ара"). Ст. Солдат. Стрілець. 38років. З м. Маріуполь. Загинув 26 березня 2022, обороняючи Маріуполь. Орден "За Мужність" IIIст. - посмертно.
- Кузін Роман Сергійович («Сєдой»). Загинув 26 березня 2022
- Матвієнко В'ячеслав Олегович «Ісланд». Загинув 26 березня 2022
- Федорович Валентин Олегович («Парагвай»). Загинув 26 березня 2022[34]
- Іванюк Вадим Дмитрович «Архі». 10 грудня 1986. м. Київ. Старший лейтенант. Загинув 26 березня 2022 [35]
- Забузній Дмитро Вікторович («Мягкий»). Загинув 26 березня 2022.
- Катрич Олег Володимирович («Кельт»). 27 грудня 1977, м. Маріуполь. Лейтенант, до 2019 року займав посаду командира мінометного взводу. 25 березня 2022 десантувався в оточений Маріуполь. Загинув 26 березня 2022.
- Горошко Владислав Вікторович («Бранд»). Загинув 26 березня 2022.
- Абдюков Сергій Сергійович («Твікс»). Загинув 26 березня 2022.[36]
- Маляр Ігор Андрійович («Циган»). 18 червня 2001. Восени 2020 був призваний на військову службу, служив в полку ОЗСП «Азов». Загинув 26 березня 2022.[37][38][39][40].
- Таненков Олександр Олександрович («Танк»). 30.01.1991, Розівка, Запорізька область. Старший солдат, загинув 26 березня 2022.[41]
- Вус Євгеній Володимирович («Вус-2»). Загинув 26 березня 2022. Не ідентифікований[42]
- Павлов Ігор Олександрович («Ара»). 38 років, м. Маріуполь. Загинув 26 березня 2022 [43]
- Зозуля Олексій «Льотчик». Старший лейтенант. Загинув 31 березня 2022 у збитому Мі-8[44][45][46]
- Мартиненко Дмитро «Оксид». 21 лютого 1996. Старший солдат. Загинув 31 березня 2022[47]
- Барський Андрій Ігорович «Бек». 6 травня 1998, м. Кропивницький. Загинув 27 березня 2022.
- Хохленков Богдан Олександрович («Пентагон»). 8 квітня 1992, м. Маріуполь. 22 березня під час бою дістав кульове поранення. Був евакуйований в Дніпро, але там помер 28 березня 2022 від отриманих поранень в Маріуполі.
- Мороз Ярослав Андрiйович («Дракон»). 22.11.1988 в с. Бистрик. Загинув 28 березня 2022.[48]
- Головний сержант Максутов Олександр Рафікович («Бача»). 6 січня 1969. Загинув 28 березня 2022 в Маріуполі. Зі своєю групою із 8 бійців він сплавлявся річкою на катері, і в той двічі влучили рашисти, на борту здетонували боєприпаси.
- Марченко Кирило Андрійович («Прайд»). 21 січня 1991, м. Сніжне. Загинув 29 березня 2022
- Танцюра Євген Петрович («Жора»). Загинув 29 березня 2022
- Харук Володимир Юрійович. 27 липня 1999, с. Рудники. У 2020 році долучився до Азову. Загинув 29 березня 2022 під час оборони Маріуполя.[49]
- Рясний Євген Вікторович («Рясік»). Загинув 31 березня 2022 у збитому Мі-8
- Рейниш Дмитро Русланович («Рекс»). Загинув 31 березня 2022 у збитому Мі-8
- Гусар Владислав Юрійович «Еколог». Загинув 31 березня 2022[50]
- Барський Андрій Ігорович. 6 травня 1998, м. Кропивницький. Загинув в березні 2022.

#### Квітень 2022
- Шастун Ігор Михайлович («Маяк»). 23 лютого 1993, м. Маріуполь. Старший сержант. Загинув 1 квітня 2022 внаслідок авіаудару по перехрестю вулиці Зелінського і проспекту Миру. Осколком Ігорю відірвало ногу і йому не змогли надати модичну допомогу. Помер від втрати крові.
- Левченко Олександр Валерійович «Шаман». Загинув 1 квітня 2022[51]
- Распутний Сергій Петрович («Стікс»). 4 липня 1987, Деснянський район (Київ). Загинув 2 квітня 2022 від вогнепального поранення снайпера
- Яцьков Ярослав Миколайович («Амбал»). 14.11.1994. Сержант. Загинув 2 квітня 2022.[52]
- Харчук Віталій Володимирович («Хірург»). Загинув 2 квітня 2022.[53]
- Навроцький Михайло Володимирович («Миша»). 22 листопада 1990 м. Київ. Старший солдат. Служив в Азові з 2014 року. Посада: водій бронеавтомобіля. Загинув 3 квітня 2022.[54]
- Дерев'янко Олександр Анатолійович («Казімір»/«Аддамс»). 24 роки, м. Сміла. Загинув 3 квітня 2022
- Паскалов Іван Сергійович («Паскаль») 24 роки, м. Харків. Загинув 3 квітня 2022.[55]
- Волянюк Євген Володимирович («Ґлок»). 1999, с. Івашків Золочівського району на Харківщині. Старший солдат. Загинув 3 квітня 2022 в Маріуполі.[56]
- Запольський Тарас Володимирович («Патрік»/«Каштан») 18 вересня 1994. Солдат. Загинув 3 квітня 2022 під час вуличних боїв у м. Маріуполі, надавши змогу побратимам вийти з оточення живими.
- Божко Андрій Юрійович («Фамас»). 31 липня 1998, Кривий Ріг. Загинув 3 квітня 2022.[57]
- Крижанівський Володимир «Естет»[58]
- Спірідонов Павло Геннадійович («79-й»). 21.05.1986, 35 років, с. Урожайне. Загинув 4 квітня 2022.[59]
- 4 квітня; сержант Тузенко Дмитро Володимирович
- Іванчук Микола Мирославович «Звір». 16.12.1992, с. Троїця, Заболотівська селищна рада. Старший солдат. Загинув 5 квітня 2022.[60]
- Коваль Денис Валерійович «Канада». 39 років, м. Сєвєродонецьк Луганської області.[61]
- Бригінець Ярослав «Махач». 20 років, сирота. Зник безвісти 6 квітня 2022[62]
- Янін Олексій Євгенович («Індєєц»). 5 жовтня 1983, м. Запоріжжя. Загинув 7 квітня 2022[63][64]
- Потішка Роман Михайлович («Паштет»). 13 червня 1995, м. Кропивницький. Загинув 7 квітня 2022.
- Савчук Сергій Вікторович («Фелліні»). Старший сержант. Загинув на «Азовсталі» 7 квітня 2022[65].
- Гульчук В'ячеслав Віталійович («Славко»/«Лев») 25 квітня 1995, м. Острог. Загинув 7 квітня 2022.[66]
- Ольховик Дмитро Сергійович («Алігатор»). м. Суми. Старший солдат. Загинув 7 квітня 2022 під час боїв за центр Маріуполя.[67]
- Грачов Максим Олегович («Сіма»). 14 жовтня 1989, м. Кривий Ріг. Старший солдат. Загинув 7 квітня 2022 в результаті влучання ракети у човен під час переправлення з заводу «Азовсталь» до порту.[68][69]
- Рибальченко Даніїл Аркадійович («Риба»). 10 квітня 1995, м. Таврійськ Херсонська область. Головний сержант. Загинув 9 квітня 2022[70]
- Джура-Соколовський Станіслав Анатолійович. Старший солдат. Загинув 9 квітня 2022
- Лучечко Юрій Васильович («Юрєц»). 19 травня 1999, смт Великий Любінь Львівська область. Загинув 9 квітня 2022 року під час наступу танків на позицію, біля якої був похований 14 квітня 2022 року.[71][72][73]
- Гипик Богдан Євгенійович («Рам»)[74]
- Тузенко Дмитро «Акбар»[75]
- Лаврів Тарас Олегович («Джура»). Загинув 10 квітня 2022 від кулі снайпера.
- Рознюк Віталій Іванович. 9 жовтня 1981, с-ще Демківське, Вінницька область. Молодший сержант. Загинув 10 квітня 2022[76]
- Донець Владислав Володимирович («Танчик»). 21 серпня 1984. с.Шабалинів, Чернігівської обл. Ветеран, учасник російсько-української війни, учасник боїв за Київ та Запоріжжя. Героїчно загинув 11 квітня 2022р. рятуючи побратимів в с.Новозлатопіль, Запорізької обл.
- Соловйов Ігор Олександрович («Шкєт»). 23 жовтня 1999, Довжанськ, Луганська область. Загинув 11 квітня 2022
- Коровкін Дмитро Вікторович. 1997, м. Дружківка. 8 квітня отримав поранення від артбострілу. Помер  11 квітня 2022 [77][78].
- Потебня Вадим Михайлович «Граф». В окупованому Маріуполі отримав поранення ноги, а наступного дня 11 квітня 2022 помер на операційному столі.[79]
- Ніколайчук Андрій Валерійович «Панда». Загинув 12 квітня 2022[80]
- Седаков Сергій Євгенійович «Молнія». Загинув 12 квітня 2022.[81]
- Птахін Олександр Олександрович («Птаха»). Загинув 12 квітня 2022[82]
- Семчук Віталій Володимирович, старший солдат. Загинув 14 квітня 2022 року в Маріуполі.[83]
- Самсонов Юліан Олександрович. с. Байтали, Одеська область. Сержант, був командиром господарчого відділення взводу матеріально-технічного забезпечення.[84]
- Кириченко Данило Костянтинович («Бродяга»). 20 жовтня 1996, м. Луганськ. Загинув у ніч на 15-те квітня від удару авіабомби по бункеру
- Лєпін Євген В’ячеславович («Ліпа»). 1985, м. Маріуполь. Загинув від авіаудару 15 квітня 2022.
- Лісень Дмитро Степанович, 37 років. Старший солдат, телефоніст відділення зв’язку взводу управління командира батареї 1-ї гаубичної артилерійської батареї гаубичного артилерійського дивізіону окремого загону спеціального призначення «Азов», позивний «Лис». Загинув 15 квітня 2022 року в місті Маріуполі Донецької області[85].
- Кушнір Альона Миколаївна. 30 років, с. Морозів Дунаєвецький район Хмельницька область. Старший сержант, медичний інструктор підрозділу. Тіло не було знайдене [86][64]
- Старший сержант Садовський Станіслав Валерійович 8 травня;
- Вербовський Артем Сергійович («Буйний»). 29 років, м. Сімферополь. Старший лейтенант. Загинув 15 квітня 2022 [87].
- Редя Артем Юрійович («Редя»). 25 жовтня 1986, м. Харків. Лейтенант, командир 2 роти оперативного призначення 2 батальйону спеціального призначення [88].
- Рудницький Роман Володимирович («Лось»). 26 жовтня 1984, м. Київ [89][90].
- 14 травня; сержант Криль Антон Юрійович
- Черних Андрій Анатолійович («Чера»). 18 травня 1995, с. Миколаївка, Одеська область [91].
- Ратушинський Олег Вікторович («Дим»). м. Кам'янське [92].
- Припишний Андрій Володимирович («Шегі»). 21 жовтня 1997, с. Зрайки.[93]
- Стребкова Наталія Валентинівна («Зоряна»). 45 років, м. Полтава. Сержант.[94]
- Губарєв Дмитро Валерійович («Інтелігент»). 29 років, м. Київ.
- Таранін Віталій Олександрович («Таран»). 16 жовтня 1986, м. Красногорівка Донецька область. Старший лейтенант, начальник фінансового забезпечення.[95]
- Крутько Андрій Володимирович. 1980, м. Ніжин. Старший лейтенант
- Малайчук Владислав Сергійович («Юнгер»). 30 квітня 1999, м. Родинське. Старший солдат.[96]
- Китайський Ростислав Сергійович («Кит»). 5 квітня 1992, 30 років, м. Первомайськ. Сержант
- Горошочко Едуард Юрійович «Ed ded». Старший солдат
- Міхлін Максим Михайлович («Асмонд»). 19.02.1995. Сумська область. Лейтенант.[97]
- Ковшар Станіслав Вікторович («Бард»). 09.09.1996, м. Київ. Парамедик. Загинув у ніч на 15-те квітня від удару авіабомби по бункеру[98]
- Ворона Артур («Ігла»). 27 років, м. Суми. Загинув 15 квітня 2022[99]
- Таритін Дмитро Андрійович «Молнезар». м. Бердянськ. Молодщий лейтенант. Загинув 15 квітня 2022
- Денисенко Владислав «Зодіак»[100]
- Сидоренко Андрій Володимирович «Сидор». 1984. Його старший брат Ярослав загинув 20 травня 2022 на Азовсталі, а молодший потрапив в полон і був звільнений у травні 2023
- Анісімов Ігор Миколайович «Муса». 48 років, м. Дніпро. Загинув 15 квітня 2022[101]
- Білик Тарас Сергійович «Біл». Заступник начальника штабу 2 батальону «Азова»[102][103][104]
- Чорний Дмитро Олексійович («Гелік»). 22 вересня 2000, м. Київ. Старший солдат. Загинув 16 квітня 2022[105]
- Козуб Олексій «Маркус». Загинув 17 квітня 2022 в районі трамвайного депо від розриву його ж гранати, оскільки осколок потрапив в неї коли він вийшов з укриття, щоб доставити боєприпаси.[106]
- Кочетков Дмитро Олександрович («Дейдж»). 28 липня 1979, смт Буди Харківська область. Загинув 19 квітня 2022
- Чупіков Євген Євгенович («Люнокс»). 2001, м. Тернівка Дніпропетровської області. Загинув 20 квітня 2022[107]
- Штокало Іван Ігорович («Скар»). 3 липня 1993, смт Поморяни. Старший солдат. Загинув 20 квітня 2022.
- Баламутовський Сергій Анатолійович («Скальд»). 12 листопада 1979, м. Чернівці. Прибув на гелікоптері в оточений Маріуполь. Загинув 21 квітня 2022
- Ластович Олексій Юрійович («Кречет»). Головний сержант. Загинув 21 квітня 2022 від пострілу ворожого снайпера у грудну клітку, який навиліт пробив дві пластини бронежилета
- Шевченко Віталій Васильович («Олд»). 1981, смт Воронежа Шосткинського району. Загинув 23 квітня 2022
- Форті Давид Михайлович («Форт»). 13 травня 1999, смт Орілька Харківська область. Старший солдат, парамедик. Загинув 26 квітня 2022 під час евакуації поранених.
- Водень Роман Михайлович («Прізрак»).  1989, м. Шостка. Головний сержант, загинув 26 квітня 2022.
- Габурич Вадим Леонович («Вахім»). 22 квітня 2022 отримав уламкові поранення внаслідок авіаційного удару. Його перенесли на територію комбінату «Азовсталь». Помер 26 квітня 2022 від отриманих поранень.[108]
- Демчук Богдан Михайлович («Вогник») 28 травня 1995 , с. Жадани. Загинув 29 квітня 2022. Тіло не було знайдене [64].
- Мордік Сергій Борисович («Шахтар»). 51 рік, селище Олександрівка Донецької області. Солдат-кулеметник. Автомобіль забезпечення, в яком він їхав з побратимами, було підірвано 29 квітня 2022.[109]

#### Травень 2022
- Волощук Михайло («Сампер»). 19 листопада 2001, м. Ковель. Загинув 1 травня 2022. Ворожий танк влучив в бронеавтомобіль Spartan.[110][111]
- Дідківський Вадим Юрійович («Черкаси»). 16 жовтня 1995, с. Гончариха. Загинув в результаті поранень, які виявилися не сумісними з життям, під час оборони м. Маріуполя[112]
- Луговська Наталія Романівна. 21 березня 1971, м. Червоноград. Мама Юрія «Баррета» Луговського та Тетяни Ластович — дружина Олексія Ластовича. Молодший сержант. Загинула в ніч на 3 травня 2022 під час авіанальоту на Азовсталь.[113][114][115][116][117][118][119]
- Куницька Анастасія Володимирівна («Інґрет»). 1998, с. Урзуф Мангушської селищної ради. Старший солдат. Загинула в ніч на 3 травня 2022 під час авіанальоту на Азовсталь.[120][121][122]
- Маслов Микола Вікторович («Капуста»). 27 листопада 1998, м. Маріуполь. Загинув 4 травня 2022 дорогою на позиції потрапивши зі своєю групою під ворожий артилерійський обстріл на 71-й день оборони Маріуполя.
- Зінченко Віталій Віталійович («Ахім»). 13 лютого 1995, с. Устивиці Полтавська область. Загинув 5 травня 2022 в результаті розриву ворожого танкового снаряду. Помітивши ворожий танк, що виїхав на пряму позицію, він накрив собою побратима, а сам отримав смертельні осколкові поранення.[123]
- Перекрест Антон Леонідович («Панк»). м. Запоріжжя. Загинув 6 травня 2022 під час проведення евакуації цивільного населення, яке переховувалось на території заводу «Азовсталь»[124]
- Роговик Катерина Олексіївна. м. Маріуполь. Загинула 7 травня 2022 на Азовсталі[125]
- Тараніна Алла Вікторівна («Руда»). 33 роки, м. Красногорівка Донецька область. Солдат, діловод. ЇЇ чоловік — Віталій Таранін («Таран») також загинув 15 квітня 2022 року на заводі «Азовсталь». Загинула 8 травня 2022 в результаті влучання авіабомби в бункер «Магазин-20» на Азовсталі.[126]
- Гряник Олександр Сергійович («Грян»). 8 січня 1994, м. Київ. Після оброни Києва добровільно десантувався в оточений Маріуполь. Загинув 8 травня 2022 від падіння авіабомби на заводі «Азовсталь»[127]
- Моша Артем Сергійович («Кракен»).  1999, м. Київ. Загинув 8 травня 2022 на території заводу «Азовсталь» під час оборони м. Маріуполя[128].
- Тюшкевич В'ячеслав Валерійович («Пегас») 2 вересня 1984. Старший солдат [125][129][130]
- Макаренко Микита Володимирович («Івар») 27 років, м. Маріуполь. Солдат, стрілець. З 2018-го долучився до Азову [131]
- Лисоконь Юрій Олександрович («Добродій»). 31 липня 1983, м. Бурштин Івано-Франківської області. Старший сержант. Загинув 8 травня 2022 на території заводу «Азовсталь» [132][133].
- Чернов Олександр Олександрович («Панчо») 20.10.1989, м. Вільнянськ. Молодший сержант. Обіймав посаду інструктора (снайпера) снайперського відділення снайперської групи [134]
- Блажко Віталій Олегович («Хват»). 22 липня 1989, м. Одеса. Майор, командир снайперської групи. Загинув 8 травня 2022 на території заводу «Азовсталь». Герой України (2023, посмертно).[135]
- Старший солдат Михайленко Олеся Володимирівна («Леся»). 22 роки, с. Воскресенка Запорізької області. Телефоністка вузла зв'язку. Загинула 8 травня 2022 на території заводу «Азовсталь»[136]. Станом на березень 2025 року тіло не ідентифіковано[137]
- Мельниченко Сергій Михайлович («Раннер»). 9 листопада 1992, с. Гатне Фастівський район Київська область. Старший солдат, старший стрілець-гранатометник
- Ходаківський Володимир Володимирович («Ходор»). 31.12.1999. Старший солдат. 24 лютого  2022 прибув з Черкас в Маріуполь.[138]
- Зубченко (Кравченко) Юлія Володимирівна («Сирена»). 12 січня 1995, м. Світловодськ. Солдат, фельдшер медичного пункту.[139]
- Зубко Владислав Олександрович («Ізі»). 31 серпня 1995. Старший солдат, кулеметник[140]
- Черненко Дмитро Сергійович («Чорний»). 17 лютого 1995, м. Фастів. Старший сержант. Загинув на Азовсталі 8 травня 2022
- Костромицький Роман Ігорович («Рама»). 32 роки[141]
- Терещенко Дмитро («Конвой»). 17.10.1986[142]
- Кріль Богдан Сергійович («Гатило»). 17 травня 1992, м. Кам'янець-Подільський. Лейтенант
- Литвиненко Юрій Сергійович («Молодший»). 21 квітня 2000. Старший солдат
- Порплиця Алла Сергіївна («Вігман»). 27 червня 2000, смт Павлиш
- Антонюк Роман Сергійович («Мак»). 17 травня 1981, м. Київ.
- 8 травня; Узіков Станіслав Вадимович
- Попов Михайло Сергійович («Брат»). 23 роки, с. Урзуф. Старший солдат, снайпер.
- Цибульник Олег «Горний». Загинув 11 травня 2022 від влучання авіабомби в бункер «Магазин 10»[143]
- Мединський Володимир «Медик». Загинув 11 травня 2022 від влучання авіабомби в бункер «Магазин 10»[143]
- Фесенко Віталій «Філ». Загинув 11 травня 2022 від влучання авіабомби в бункер «Магазин 10»[143]
- Герасименко Микола «Кетл». Загинув 11 травня 2022 від влучання авіабомби в бункер «Магазин 10»[143]
- Ковпак Роман «Бінго». Загинув 11 травня 2022 від влучання авіабомби в бункер «Магазин 10»[143]
- Ковпак Сергій «Бультик». Загинув 11 травня 2022 від влучання авіабомби в бункер «Магазин 10»[143]
- Камишенко Олександр «Камиш». Загинув 11 травня 2022 від влучання авіабомби в бункер «Магазин 10»[143]
- Бігвава Тельман Бадрієвич («Шаміль»). 27 років, м. Зугдіді Грузія. Капітан (посмертно), командир 2-ї роти. 12 травня 2022 забезпечив гуманітарний коридор для евакуації дітей та літніх людей, а згодом під час патрулювання місцевості стався вибух, в результаті якого він загинув на території заводу «Азовсталь»[144]
- Ахмєдов Руслан Ільгам огли («Ахмєд»). 1985, м. Запоріжжя. Помер 14 травня 2022 на Азовсталі після важких боїв і поранень.[145]
- Ніконець Михайло («Бублик»). 16 червня 1992, м. Умань Черкаська область. 29 березня 2022 прибув в Маріуполь на гелікоптері. 14 травня 2022 потрапив під артобстріл разом з побратимами Тасманом та Кияном. Його евакуювали, однак він помер від втрати крові.[146][147][148]
- Цимбал Антон Олександрович («Тасман»). Лебединське, Донецька область. Командир розрахунку, артилерист. Старший брат Героя України Цимбала Богдана («Воґ»), який також обороняв Маріуполь. Загинув 14 травня 2022 на «Азовсталі».[149]
- Кріль Антон Юрійович. Загинув 14 травня 2022 на «Азовсталі»[150]
- Гончаров Ілля Сергійович («Рудий»). 2 серпня 1995. Сержант. Загинув 15 травня 2022 на «Азовсталі»[151]
- Фурсов Костянтин Олександрович «Костиль». 29.11.1983, м. Полтава.[152]
- Сущук Василь Петрович («Шеф»). 20.10.1978, м. Рогатин. Проживав у Львові. Загинув 18 травня 2022[153][154]
- Сидоренко Ярослав Володимирович («Крейзі»). 16 січня 1977, м. Фастів. Брав участь у Широкинській операції, де у районі н.п. Гранітне отримав поранення. Виконував бойові задачі у боях на Світлодарській дузі. Помер 20 травня 2022[155][156]

#### Липень 2022
29 липня 2022 — загинули у теракті в Оленівці:
1. Прокопенко Ігор Ігорович «Гантеля», 21 рік. Солдат[158].
2. Солонський Владислав Володимирович («Осип»), 47 років. Старший лейтенант, офіцер-логіст.
3. Сердешний Артем Миколайович («Брайн»), нар. 24 липня 2001 (21 рік), с. Нові Вербки, Дніпропетровська область, Україна. Сержант, помічник гранатометника стрілецького відділення взводу забезпечення навчального процесу батальйону вишколу особового складу. 15 травня 2023 року похований з військовими почестями у рідному селі Нові Вербки на Дніпропетровщині[159][160].
4. Істратов Костянтин Анатолійович («Граніт»), нар. 25 квітня 1988 (34 роки), селище Брилівка, Херсонська область, УРСР, СРСР. Старший солдат, кулеметник кулеметного відділення взводу вогневої підтримки 1-го батальйону оперативного призначення. 23 червня 2023 року похований із військовими почестями на Алеї Слави столичного Лісового кладовища[161].
5. Горбатий Євгеній Сергійович («Дуче»), нар. 10 червня 1993 (29 років), с. Борозенське, Бериславський район, Херсонська область, Україна. Солдат, номер обслуги міномета. 24 червня 2023 року похований з військовими почестями у селі Вигів на Житомирщині[162].
6. Кісілішин Олексій Олександрович «Лев», 26 років. Солдат, стрілець
7. Цечоєв Олександр Магометович («Смок»), нар. 10 квітня 1993 (29 років), м. Харків, Україна. Молодший сержант, командир відділення управління взводу управління дивізіону гаубичного артилерійського дивізіону. Даних про поховання немає[163].
8. Круковський Дмитро Олександрович «Електрик», 38 років. Старший солдат, помічник гранатометника.
9. Парфьонов Денис Анатолійович «Море», нар. 4 травня 1995 (27 років), м. Дніпропетровськ, Україна. Старший солдат, оператор-навідник. 22 січня у столичному крематорії на Байковому кладовищі відбулася прощальна церемонія, влаштована однополчанами за традиціями «Азова», наступного дня прах було поховано у рідному Дніпрі.
10. Зусін Сергій Михайлович («Рассел»), нар. 30 січня 1981 (41 рік), м. Жданов, Донецька область, УРСР, СРСР. Старший сержант (служив у зенітному ракетно-артилерійському дивізіоні). 2 червня 2023 року похований з військовими почестями на Алеї Слави столичного Лук’янівського кладовища[164].
11. Карнович Сергій Анатолійович («Нур»), нар. 12 квітня 1960 (62 роки). Майор, заступник начальника штабу гаубичного артилерійського дивізіону. 3 липня 2023 року похований із військовими почестями у Черкасах, на Алеї Героїв кладовища № 4[165].
12. Пелехатий Микола Васильович («Васильович»), нар. 20 жовтня 1960 (61 рік), м. Бердянськ, Запорізька область, УРСР, СРСР. Старший солдат, старший механік ремонтної роти. 1 червня 2023 року після заупокійного богослужіння у Михайлівському Золотоверхому соборі тіло було кремовано. Прах воїна упокоєний у колумбарії Лук’янівського військового кладовища, за меморіальної плитою.
13. Білий Владислав Сергійович («Хоуп»), 28 років, топогеодезист.
14. Карась Микола Олександрович («Карась»), нар. 13 грудня 1985 (36 років), с. Коробки, Каховський район, Херсонська область, УРСР, СРСР. Брат молодшого лейтенанта Євгена Карася, який загинув смертю хоробрих у бою 7 березня 2022 року у маріупольському передмісті Каменську. Головний сержант, інструктор з водіння стрілецького відділення. Похований з військовими почестями у с. Святопетрівському Бучанського району Київщини.
15. Холодняк Ігор Анатолійович («Батя»), 46 років. Штаб-сержант, командир віділення слюсарно-механічних робіт. Похований 26 червня 2023 в Кременчузі[166].
16. Коняєв Андрій Леонідович «Джонс», 29 років. Старший солдат, снайпер. Похований 23 травня 2023 року на Алеї Слави Інтернаціонального кладовища у Фастові[167].
17. Боздуган Андрій Юрійович («Гарет»), 27 років. Штаб-сержант, сапер.
18. Гвоздинський Володимир Миколайович («Мінфін»), нар. 3 жовтня 1998 (23 роки), с. Пашена Балка, Дніпропетровська область, Україна. Молодший сержант, командир міномета. 23 липня 2023 року тіло кремовано на Байковому кладовищі у Києві, рідні планують поховати його прах на Національному військовому меморіальному кладовищі.
19. Литвин Віталій Анатолійович («Кадет»), 24 роки. Солдат.
20. Пашнюк-Пашнев Євген Сергійович («Жим»), 29 років. Головний сержант.
21. Хомовський Богдан Юрійович («Danger»), 26 березня 1996 (26 років), с. Дмитрівка, Кіровоградська область, Україна. Старший солдат, водій обслуги міномета. 18 квітня 2023 року похований із військовими почестями у рідному селі Дмитрівці на Кіровоградщині[168][169].
22. Раковський Сергій Валерійович («Ясон»), нар. 17 липня 1986 (36 років), Херсонська область, УРСР, СРСР. Сержант, командир міномета 2-ї обслуги міномета 2-го мінометного взводу мінометної батареї 1-го батальйону оперативного призначення. 21 червня 2023 року похований з військовими почестями на столичному Берковецькому кладовищі.
23. Павличенко Сергій Миколайович («Броня»), 34 роки. Майор, командир ремонтної роти. Прах похований 27 травня 2023 в Черкасах[170][171]
24. Артеменко Станіслав Олександрович («Восток»), 25 років. Солдат, снайпер.
25. Зінчук Віталій Олександрович («Радій»), 25 років. Старший солдат, стрілець-навідник.
26. Новіков Олексій Дмитрович («Студент»), 26 років. Сержант, старший навідник.
27. Гринько Олександр Іванович («Гриня»), 39 років. Головний сержант.
28. Гришкевич Богдан Євгенович («Космос»), 29 років. Старший сержант, санітар відділення збору і евакуації поранених.
29. Букарьов Дмитро Євгенович («Білотур»), нар. 19 квітня 1971 (51 рік), м. Хмельницький. Полковник (посмертно), заступник командира ОЗСП із застосування артилерії [172]. 8 липня 2023 року похований із військовими почестямі на Алеї Героїв кладовища № 4 м. Черкаси[173].
30. Шеломієнко Владислав Юрійович («Сенсей»), нар. 5 травня 1960 (62 роки). Молодший сержант, водій-моторист ремонтної роти. 30 травня 2023 року похований із військовими почестями на Алеї Слави харківського кладовища № 18[174].
31. Хаванських Сергій Ігорович («Ковбой»), нар. 11 вересня 1984 (37 років). Старший солдат. 1 червня 2004 року у крематорії на столичному Байковому кладовищі проведено прощальну церемонію, після якої тіло було кремовано. За словами дружини, Сергій просив у разі його смерті не влаштовувати відспівування та поховання, «тіло кремувати, а прах висипати в землю і посадити дерево», отже, офіційного місця поховання немає[175].
32. Береза Андрій («Вей»), 24 роки. Старший солдат
33. Отрок Ярослав Анатолійович («Фірст»), 21 рік. Солдат. Похований 17 липня 2023 року в Кременчузі.[176]
34. Баіс Ярослав Фарідович («Август»), нар. 8 серпня 1995 (26 років), м. Одеса, Україна. Старший лейтенант, заступник командира роти по роботі з особовим складом[177].
35. Гук Петро Богданович («Кучерявий»).
36. Бартош Єгор («Ехо»), 34 роки. Похований 25 квітня 2023 року на Байковому кладовищі в Києві[178]
37. Бабенко Олександр Володимирович («Крід»), нар. 23 червня 2001 (21 рік), c. Кірове, Запорізька область, Україна. Солдат. 19 травня 2023 року похований з військовими почестями на столичному Лісовому кладовищі[179].
38. Петренко Сергій Сергійович («Башня»), інструктор у військовій школі імені Євгена Коновальця. Тіло кремоване 14 листопада 2023 в Києві.[180]
39. Барановський Микола («Адам»), 27 років, м. Чернігів. Сержант [181].
40. Денисов Анатолій Вікторович («Джокер»), нар. 20 липня 1975 (47 років), м. Харків, УРСР, СРСР. Старший солдат, оператор-навідник. 23 вересня 2023 року похований з військовими почестями на Алеї Слави кладовища № 18 м. Харків[182].
41. Бабич Микола («Микола»), 30 років. Старший лейтенант
42. Аганін Микола Володимирович («Матрос»), нар. 18 травня 1961 (61 рік), с. Порохня, Новоазовський район, Донецька область, УРСР, СРСР. Старший солдат, старший кулеметник. Похований з військовими почестями на Алеї Слави столичного Берковецького кладовища[183].
43. Власішин Володимир Русланович («Американець»), нар. 13 червня 1993 (29 років), м. Хмельницький, Україна. Старший солдат, радіотелеграфіст відділення радіозв’язку взводу зв’язку 1-го батальйону оперативного призначення. 21 вересня 2023 року похований з військовими почестями на Алеї Слави кладовища у мікрорайоні «Ракове» у рідному Хмельницькому.
44. Дмитрук Олексій В'ячеславович («Кіпіш»), нар. 7 квітня 1991 (31 рік), Кримська АРСР, УРСР, СРСР. Старший сержант, інструктор з водіння 2-го батальйону оперативного призначення [184].
45. Барнінець Григорій Володимирович («Шуберт»), нар. 23 січня 1987 (35 років), с. Юрківка, Оріхівський район, Запорізька область, УРСР, СРСР. Сержант, водій відділення управління. 4 червня 2023 року похований із військовими почестями на запорізькому цвинтарі Святого Миколая.
46. Гамаюнов Ігор («Лофт»), (30 років). Старший сержант.
47. Волков Владислав Олександрович, нар. 19 квітня 1995 (27 років), с. Благовіщенка, Запорізька область, Україна. Солдат, військовослужбовець взводу матеріально-технічного забезпечення 1-го батальйону оперативного призначення. 19 грудня 2023 року похований із військовими почестями на військовому кладовищі у Запоріжжі.
48. Іванюшенко Дмитро Володимирович, нар. 18 червня 1988 (34 роки).
49. Лобов Олег Валерійович, нар. 9 липня 1991 (31 рік).
50. Марченко Дмитро Олексійович, нар. 11 травня 2001 (21 рік).
51. Тищенко Дмитро Павлович, нар. 17 вересня 2002 (19 років).
52. Шевельов Віктор Миколайович, нар. 16 вересня 1966 (55 років).

- 23 серпня 2022 — Майборода Ярослав Сергійович («Баґдад»). 22 роки, м. Біла Церква. Солдат. Загинув в районі села Времівка Донецької області, підірвавшись на міні під час ротації[185].

### 2023
- 8 січня 2023 — Ширков Руслан («Смайл»). 20 років, м. Добропілля Донецької області. Служив у взводі розвідки, був снайпером 2-ї категорії. Загинув в районі с. Времівка Донецької області[186]
- 18 січня 2023 — Михайлюк Антон Сергійович («Тоні»). 25 років. Загинув відбиваючи ворожий штурм в районі міста Соледар на Донеччині.[187]
- Мудрак Олег Васильович («Сухар»). 35 років. Майор, командир 1-го батальйону полку «Азов». Воював із 2014 року. У травні 2022 року потрапив до російського полону. Повернувся 21 вересня 2022 року. Помер вранці 21 лютого 2023 року через зупинку серця.[188][189]
- 27 березня 2023 — Пірус Артур Миколайович, старший солдат.
- Липовецький Олексій Ігорович («Немо»). 46 років. Загинув 25 травня 2023. Похований в Києві на Лук'янівському кладовищі
- Мазур Олексій Ігорович («Родео»). 11 березня 1995, м. Липовець. Загинув під час виконання бойового завдання в селі Мала Токмачка на Запоріжжі.[190]
- Славинський Михайло («Сержант»). Загинув 11 червня 2023 біля села Мала Токмачка Запорізької області[191]
- Царук Анатолій Петрович («Марк»), старший солдат, гранатометник. Загинув 9 серпня 2023 року під час виконання бойового завдання на території Серебрянського лісництва.[192]
- Садик Олег Анатолійович («Молот»). 8 січня 1994, с. Леляки. Загинув 13 червня 2023 на Запорізькому напрямку.[193]
- Ковенєв Юрій Олексійович. Загинув 17 серпня 2023. Старший солдат.
- Романюк Тарас Михайлович. 2001 рік. Помер 20 серпня 2023 року в госпіталі внаслідок важкого поранення отриманого в бою.[194]
- Понька Володимир («Чіп»). Загинув 24 серпня 2023. Загинув на території Серебрянського лісництва, що поблизу міста Кремінна на Луганщині[195]
- Прокопчук Андрій Володимирович («Алладін»). Отримав важке осколкове поранення грудей в бою з ворогом на території Серебрянського лісництва під Кремінною на Луганщині. Помер 25 серпня 2023 в Дніпрі у військовому шпиталі[196]
- 26 серпня 2023 — Фецич Степан. 23 роки, с. Возилів Тернопільської області. Під час ворожого танкового обстрілу снаряд влучив в окоп, де він перебував.[197]
- Сипко Дмитро («Марсель»). 20 років, м. Миколаїв. Загинув 27 серпня 2023. Під час штурму пішов на небезпечні позиції та отримав смертельні поранення внаслідок ворожого артилерійського обстрілу.[198]
- 27 серпня 2023 — Покойовий Іван Володимирович («Тяж»). 21.07.2003, м. Українка. Загинув в Серебрянському лісництві від кулі снайпера.[199][200]
- Перепелиця Олександр. 1997, м. Роздільна, Одещина. Загинув 28 серпня 2023[201]
- 28 серпня 2023 — Матвієць Володимир Павлович, старший солдат
- Ражик Віталій («Шторм»). 24 роки, с. Абрамівка Полтавської області. Загинув 29 серпня 2023[202]
- 11 вересня 2023  - Зайченко Максим Миколайович, старший солдат. Помер у лікарні м. Дніпро внаслідок поранень, які отримав в бою поблизу н.п. Кремінна Луганської області[203].
- Теряник Олександр Вікторович («Forrest»). Загинув 16 вересня 2023[204]
- Рябенко Єгор («Ряба»). 26 років, Запорізька область. Перебуваючи на позиції 16 вересня 2023 потрапив під обстріл. На жаль один із снарядів влучив у місце розташування хлопців, внаслідок чого всі четверо захисників загинули[205][206][207]
- Бай Сергій Вікторович («Нео»); 27.10.2023. Солдат
- Бало Сергій. 20 років, м. Дергачі. Загинув 30 жовтня 2023 поблизу села Діброви на Сєвєродонецькому напрямку [208].
- Ярчевський Андрій Романович («Нокаут»). 24 роки, м. Бровари Київської області. Загинув 4 листопада 2023 поблизу села Діброва Луганської області.
- Волинець Олексій Анатолійович. 30 жовтня 2003, с. Уланів Хмільницького району Вінницької області. Загинув 8 листопада 2023[209]
- Горбатенко Єгор Володимирович («Юра»). м. Луганськ. В Азові з 2014 року. Загинув 8 листопада 2023[210][211]
- 8 листопада; Чорній Роман Ігорович
- Патей Артем Анатолійович («Патей»). 20 років, м. Запоріжжя. Загинув 8 листопада 2023 під час штурму поблизу селища Діброва [212][213].
- Яременко Дмитро Валерійович («Ілай»). 18 років, м. Маріуполь. Загинув 13 листопада 2023 поблизу села Діброва на Луганщині. Похований на Алеї Слави на Сабарівському кладовищі[214]
- Лесич Дмитро Сергійович («Вайт»), 24 роки, м. Кам'янське. Загинув 30 листопада 2023 на території Серебрянського лісництва внаслідок мінометного обстрілу[215]
- Співак Кирило Максимович («Смайл»), 20 років, м. Знам'янка. Загинув 30 листопада 2023 на території Серебрянського лісництва внаслідок мінометного обстрілу[216]
- Семчук Микола Васильович, 19 років, м. Верховина. Загинув 30 листопада 2023 на території Серебрянського лісництва[217]
- Засядько Микита. 29 червня 2005, Харківська область. Навідник оператор. Загинув 30 листопада 2023.[218][219]
- Алексик Микола Олександрович («Бур»). 29 років, с. Великі Ком'яти. Жив у Львові й Києві. Загинув 16 грудня 2023[220]
- Татаринов Антон («Татар») м. Дніпро. Обіймав посаду старшого розвідника групи спеціального призначення розвідувального взводу.[221]
- Загута Юрій Григорович. 1 лютого 1991, м. Глухів. Солдат, загинув 23 листопада 2023 унаслідок мінометного обстрілу на території Серебрянського лісництва в районі населеного пункту Діброва на Луганщині.[222]
- Салата Олександр. Був кулеметником бронеавтомобіля. Загинув 22 грудня 2023 на території Серебрянського лісництва на Луганщині.[223]
- Татаринов Антон («Татар»). м. Дніпро. Загинув 25 грудня 2023[221]
- Самарчук Олексій Вікторович («Бліц»). 20.02.1999, с. Запілля. Мінометник 3-го взводу 1-ї роти 2-го батальйону. Загинув 25 грудня 2023 внаслідок мінометного обстрілу [224][225]
- Бєляков Микита. 1 лютого 2003, с. Мирове. Загинув 26 грудня 2023[226]

### 2024
- Петрів Сергій Богданович («Сова»). 1 листопада 1996, м. Теребовля. Молодший сержант, командир відділення. Отримав ураження від удару дроном в Серебрянському лісництві. Помер 14 січня 2024 в госпіталі в Києві від інфаркту [227][228][229][230].
- Криса Андрій Іванович, 21.02.1999, 24 роки, с. Волиця. Загинув 15 січня 2024 на території Серебрянського лісництва[231]
- Гаранов Олександр («GTA»), 27 років, м. Бровари. Загинув 15 січня 2024 року внаслідок ворожого мінометного обстрілу на території Серебрянського лісництва.[232]
- Козак Богдан Петрович («Полин»). 27 травня 1995, м. Львів. Загинув 20 січня 2024 на території Серебрянського лісництва. Похований 1 лютого 2024 у Львові[233]
- Жарков Михайло Валерійович («Мішаня»), 29 років. Загинув 22 січня 2024 внаслідок обстрілу машини на території Серебрянського лісництва.[234]
- Войченко Владислав Дмитрович. 13 березня 1999, м. Кривий Ріг. Загинув 22 січня 2024 від удару КАБу [235][236].
- Якимюк Роман Сергійович («Родрі»). 24 грудня 1996, с. Лішня, Рівненської області. Загинув 22 січня 2024 на Луганщині.[237]
- 27 січня 2024 — Новачук Артем. м. Нетішин, 18 років. Загинув в Сєвєродонецькому районі, Луганської області.[238]
- Безкровний Владислав Юрійович. 23 роки, м. Кривий Ріг. Служив у складі 4-го батальйону. Загинув у Серебрянському лісництві, коли міна розірвалася у бліндажі [239][240][241][242].
- Петренко Олег Володимирович. 21 рік, м. Бровари. Механік-водій. Загинув в районі села Діброва.[243]
- Баришніков Тарас Борисович («Леві»). 11.10.2002, с. Залуччя. 23 січня отримав важке поранення. Помер 9 лютого 2024 в лікарні.[244][245]
- 7 березня 2024 — Устимчук Максим («Токіо»). 25 років. Загинув поблизу села Терни на Донеччині.[246]
- Степаненко Роман Григорович («Оттер»), аеророзвідник, старший солдат. Загинув 11 березня 2024 року в результаті ворожого обстрілу КАБами[247]
- Самчук Олесь Олександрович («Каркаде»), аеророзвідник, старший солдат. Загинув 11 березня 2024 року в результаті ворожого обстрілу КАБами[248][249]
- Кортхонджія Артем Муртазійович («Греді»), 26 років, м. Долинська. Молодший сержант, бойовий медик 1-ї бойової групи. Загинув 18 квітня на території Серебрянського лісництва внаслідок стрілецького бою.[250]
- Кучаковський Денис («Дредд»). 6 червня 1993. Група спецпризначення «Контакт12»[251]
- Касабуцький Олег Анатолійович («Кац») 5 травня 1979. Старший солдат, група спецпризначення «Контакт12»[252]
- Левашов Андрій («Колдун»), сержант. Загинув 30 квітня 2024.[253][254]
- Гринцевич Назарій Андрійович («Грінка»), сержант, наймолодший оборонець Маріуполя, командир взводу оптичної розвідки, група спецпризначення «Контакт12». Загинув в бою 6 травня 2024 року.
- Плитус Андрій Романович («Леміш»), сержант, мінометник. Загинув 6 травня 2024 на території Серебрянського лісництва.[255][256]
- Ониськів Тарас Мирославович («Карат»), 24 роки, с. Підбірці Львівської області. Загинув 6 травня 2024[257][258]
- Демченко Ігор. 27 років, м. Яворів. Загинув 6 травня 2024 під час виконання бойового завдання в Сєвєродонецькому районі[259]
- Чорний Юрій Сергійович («Ката»). 22.05.1997, с. Підбірці Львівської області. Загинув 19 травня 2024 [260]
- Залевський В'ячеслав («Хмель»). 12 грудня 1999, с. Пиковець Хмільницького району. Служив у роті вогневої підтримки у складі мінометного розрахунку. Загинув 2 червня 2024 під час виконання бойового завдання на Лиманському напрямку на Донеччині[261][262]
- Дектерьов Денис. 2 листопада 1994, м. Фастів. Загинув 5 червня 2024 внаслідок ворожого мінометного обстрілу на Луганщині[263]
- Легар Роман («Ісус»). 7 січня 1999. Боєць групи спеціального призначення «Контакт12» бригадної артилерійської групи, пілот FPV-дронів. Загинув 9 червня 2024[264]
- Зосімчук Максим. 2001, с. Великі Цепцевичі. Загинув 12 червня 2024 внаслідок обстрілу на території Серебрянського лісництва у районі Григорівки на Сіверському напрямку[265]
- Смотров Володимир Володимирович («Чегевара»). 9.12.1987, м. Вихорівка, Іркутської області. Проживав в Коростені. 2-й батальйон. Загинув 26 червня 2024 поблизу с. Григорівка Бахмутського району, Донецької області [266][267]
- Кляштофорський Володимир. 2000, с. Нагірянка. Загинув 3 липня 2024 біля населеного пункту Новоєгорівка Сватівського району[268][269]
- 22 липня 2024 — Іщенко Олександр. 55 років. Закатований в російському полоні в Ростові-на-Дону[270]
- 8 серпня 2024 — Березівський Микола Андрійович, старший солдат
- 9 серпня 2024 — Вовчанський Іван. 29.06.1991, м. Червоноград[271]
- 21 серпня 2024 — Павлусь Денис. 21 рік, м. Вараш. Старший солдат.[272]
- 2 вересня 2024 —  Мирний Андрій («Дозор»). 31 рік, с. Гурівка Кіровоградської області. Загинув біля Нью-Йорка [273]
- 4 вересня 2024 — Лазарчук Тарас. 3 листопада 1985, селище Степань, Рівненщина. Загинув в районі Торецька[274]
- 4 вересня 2024 — Матвієвський Дмитро. с. Верба. Загинув в районі Торецька[275]
- 8 вересня 2024 — Копань Василь Юрійович («Незнайка») 13 листопада 1995, м. Маріуполь. В Азові з 2014-го року. Підполковник[276][277]. Прощання відбулося 13 вересня 2024 року в Київському крематорії[278] Герой України (2025, посмертно)[279][280][281].
- 8 вересня 2024 — Гребеньков Олександр («Шибеник»). 15.07.1993, м. Дніпро. Загинув в селищі Нью-Йорк [282].
- 9 вересня 2024 — Стеблина Станіслав («Тано»). 22.03.2005, м. Харків[283]
- 10 вересня 2024 — Сабаєв Роман. 16 травня 2003, м. Хмельницький. Мінометник.[284]
- 10 вересня 2024 — Козаков Дмитрій («Чапай») 23 роки, с. Краснопіль. Загинув поблизу селища Нью-Йорк [285]
- 12 вересня 2024 — Луцик Роман Олександрович, 5-й батальйон «Любарт»[286][287]
- 13 вересня 2024 — Барков Андрій («Майк»). 20 липня 1993.[288]
- 13 вересня 2024 — Стахов Пилип Олександрович («Філ») м. Чернівці. Музикант гурту RUTAband[289][290][291]
- Гук Микола  («Деплой»). 25 років, селище Рокитне. Загинув 14 вересня 2024 поблизу Неліпівки внаслідок артобстрілу [292]
- 17 вересня 2024 — Анкотович Петро. 36 років, с. Лівчиці. Загинув у Неліпівці Донецької області.[293]
- 19 вересня 2024 — Гриців Юрій. 24 роки, м. Городок. Старший солдат, сапер. Підірівався на міні в селі Неліпівка Бахмутського району Донецької області [294].
- 21 вересня 2024 — Василечко Орест-Микола Орестович. 26 лютого 1999, с. Старий Лисець. Служив старшим водієм роти вогневої підтримки 6-го батальйону, старший солдат. Загинув внаслідок мінометного обстрілу в районі Торецька[295]
- 29 вересня 2024 — Кусочек Ігор Олександрович («Чака»). 12 червня 2004, с. Травкіне. Загинув на Торецькому напрямку.[296]
- 1 жовтня 2024 — Коханюк Богдан Миронович. 25 грудня 2004, м. Чернівці. Загинув у стрілецькому бою в Торецьку, Донецька область.[297][298]
- 2 жовтня 2024 — Соснівський Юрій-Теодор Михайлович. 4.05.1998, м. Львів. Старший солдат [299][291][300]
- 3 жовтня 2024 - Дунай Назарій Андрійович. Позивний «Сова». 04.12.2001р. м. Луцьк. Отримав поранення на Покровському напрямку під Нью-Йорком. Загинув в госпіталі в м.Києві.
- 23 жовтня 2024 — Суханов Олександр. 23.01.1980, м. Львів[301]
- 23 жовтня 2024 — Придатко Іван («Край»). 4 липня 1996, м. Чернігів. Спецпідрозділ К12[302]
- 25 жовтня 2024 — Островський Назар. 18 червня 1985, м. Львів. 5-й батальйон «Любарт». Загинув в селі Катеринівка поблизу селища Нью-Йорк Донецької області внаслідок скиду вибухівки з безпілотника.[303][304]
- 26 жовтня 2024 — Єгоров Даниїл («Франциск»). 24 роки. Загинув у бою під Нью-Йорком Бахмутського району.[305]
- 26 жовтня 2024 — Соколов Сергій Миколайович («Леброн»). 22 роки, м. Кілія. Лейтенант, командир гранатометного взводу. Загинув біля села Леонідівка на Донецькому напрямку.[306][307]
- 13 листопада 2024 — Степаненко Антон ("Мідгард", "Тихий"), 23 роки, м. Луганськ. Загинув під час виконання бойового завдання поблизу населеного пункту Неліпівка Бахмутського району Донецької області.
- 2 листопада 2024 — Оніщенко Станіслав Юрійович («Кордон»). 8 січня 1999, с. Коржі Роменського району.[308]
- 7 листопада 2024 — Чучко Артьом Сергійович («Басаєв»), молодший сержант, старший розвідник першої групи. 20 років, Мала Токмачка. Загинув поблизу селища Неліпівка [309][310][311][312]
- 10 листопада 2024 — Хетчиков Віктор («Хетшот») 14 березня 1999, м. Маріуполь. Брав участь в АТО, працював на Азовсталі. Загинув поблизу села Леонідівка Бахмутського району Донецької області.[313]
- 19 листопада 2024 — Кучинський Іван Ігорович («Сакс»). 11.09.2005, м. Сквира.Загинув в наслідок обстрілу на Торецькому напрямку.
- листопад 2024 — Білий Степан Андрійович, старший солдат. с. Суховоля.[314][315][316][317]
- 19 грудня 2024 — Кірдо Богдан Сергійович («Гетьман»). 26.7.1985, м. Київ. Спецпідрозділ К12 [318].
- 19 грудня 2024 — Дроздов Олександр («Дрозд»). 16.01.1988. Спецпідрозділ К12. Загинув біля Нью-Йорку [319].

### 2025
- 30 січня 2025 — Гаврилюк Павло 22.06.2002. Загинув в с.Щербинівка біля Торецьку при відбиті штурму [320].
- 21 березня 2025 — Сіренко Микола («Страйк») 21 рік, м. Буча. Загинув від FPV-дрону на Донеччині [321]
- 26 березня 2025 — Кушнір Євгеній. 26 років. Загинув на Донеччині [322]
- 26 квітня 2025 — Амєтка Зінур Ісмаілович («Ray») — солдат. 18 січня 2004, с. Велика Тернівка. Загинув на Торецькому напрямку [323]
- 1 травня 2025 — Санько Олексій Андрійович («Аксель»). Командир взводу великокаліберних кулеметів 1-го батальйону Роти вогневої підтримки. 20.04.1991, м. Запоріжжя. Загинув на Торецькому напрямку від удару FPV-дрону [324][325]
- 9 травня 2025 — Скрипник Дмитро. 27 років [326][327][328]
- 22 червня 2025 — Таранов Анатолій. 31.08.1991, м. Дрогобич [329]
- липень 2025 — Лудвік Кирило («Коуч»), 13 липня 1995, м. Київ [330][331]
- липень 2025 — Деркач Арсен («Тайкус»), 11 липня 2006, Сопів [332][333]